# 블라디미르 푸틴
블라디미르 블라디미로비치 푸틴(러시아어: Влади́мир Влади́мирович Пу́тин, 러시아어 발음: [vlɐˈdʲimʲɪr vlɐˈdʲimʲɪrəvʲɪtɕ ˈputʲɪn] ( 듣기), 1952년 10월 7일~)은 러시아의 정치인이자 러시아의 제2·4대 대통령이다. 2012년부터 현재까지 대통령직을 역임하고 있으며 1999년부터 2008년까지 대통령직을 역임하였다. 1999년부터 2000년까지, 그리고 다시 2008년부터 2012년까지 러시아 총리직을 두 차례 역임하였다. 러시아 연방 수립 이후 최장 집권 중인 대통령이다.
푸틴은 레닌그라드에서 태어나 1975년에 졸업한 국립 레닌그라드 대학교에서 법학을 전공했다. 푸틴은 16년 동안 국가보안위원회의 대외 정보 장교로 일하면서 중령에 올랐으며, 1991년에는 대외 정보 장교를 그만두고 상트페테르부르크에서 정치 경력을 쌓기 시작했다. 1996년에는 모스크바로 이사하여 보리스 옐친 대통령 행정부에 합류했다. 1999년에 총리로 임명되기 전에는 연방보안국 국장과 러시아 연방 안전보장회의 서기를 잠시 지냈다. 옐친이 대통령직에서 물러난 이후에는 대통령 권한 대행이 되었고, 4개월도 채 되지 않아 러시아 대통령에 선출되었으며, 2004년 러시아 대통령 선거에서 재선되었다. 당시 러시아 연방 헌법상 대통령 임기가 2연임으로 제한되어 있었기에 푸틴은 2008년부터 2012년까지 다시 총리를 지냈고, 2012년과 2018년에 다시 대통령에 당선되었다. 2021년 4월, 2020년 러시아 개헌안 국민투표 결과를 근거로 푸틴은 대선에 두 번 더 출마할 수 있는 수정안을 포함하는 법률 개헌에 서명해 자신의 대통령 임기를 2036년까지 연장할 수 있는 가능성을 마련하였다.
푸틴의 첫 대통령 임기 동안 러시아 경제는 8년 연속 성장했으며, 구매력으로 측정한 GDP는 72%, 실질 소득은 2.5배, 실질 임금은 3배 이상 증가했다. 실업과 빈곤이 절반 이상으로 줄어들었고, 러시아인의 자기 평가 삶의 만족도가 크게 높아졌다. 이러한 성장은 러시아 수출의 대부분을 차지하는 석유 및 가스 가격의 5배 상승, 공산주의 붕괴 이후 공황 및 금융 위기 극복, 외국인 투자 증가, 신중한 경제 및 재정 정책이라는 결과로 나타났다. 2008년부터 2012년까지는 드미트리 메드베데프 밑에서 총리로 재직하면서 대규모 군사개혁과 경찰개혁을 주도했다. 2012년, 푸틴은 3선 대통령을 노렸고, 거의 64%에 달하는 득표율로 대선에서 승리했다. 러시아의 우크라이나 군사 개입 및 크림반도 합병 이후 2014년 초에 부과된 국제 제재와 함께 유가 하락의 여파로 2015년 러시아 GDP는 3.7% 감소했지만, 러시아 경제는 2016년, GDP 성장률 0.3%로 반등하면서 공식으로 경기 침체 상황에서 공식으로 벗어났다. 푸틴은 여러 부문에서 발전을 추구했는데, 여기에는 파이프라인 건설, 위성 항법 시스템 글로나스 복원, 2014년 소치 동계 올림픽과 같은 국제 행사를 치를 수 있는 인프라 구축이 포함되었다. 2018년 러시아 대통령 선거에서는 76%의 득표율을 얻으며 재선에 성공했고, 2024년까지 6년 임기 대통령직을 수행하게 되었다.

## 생애

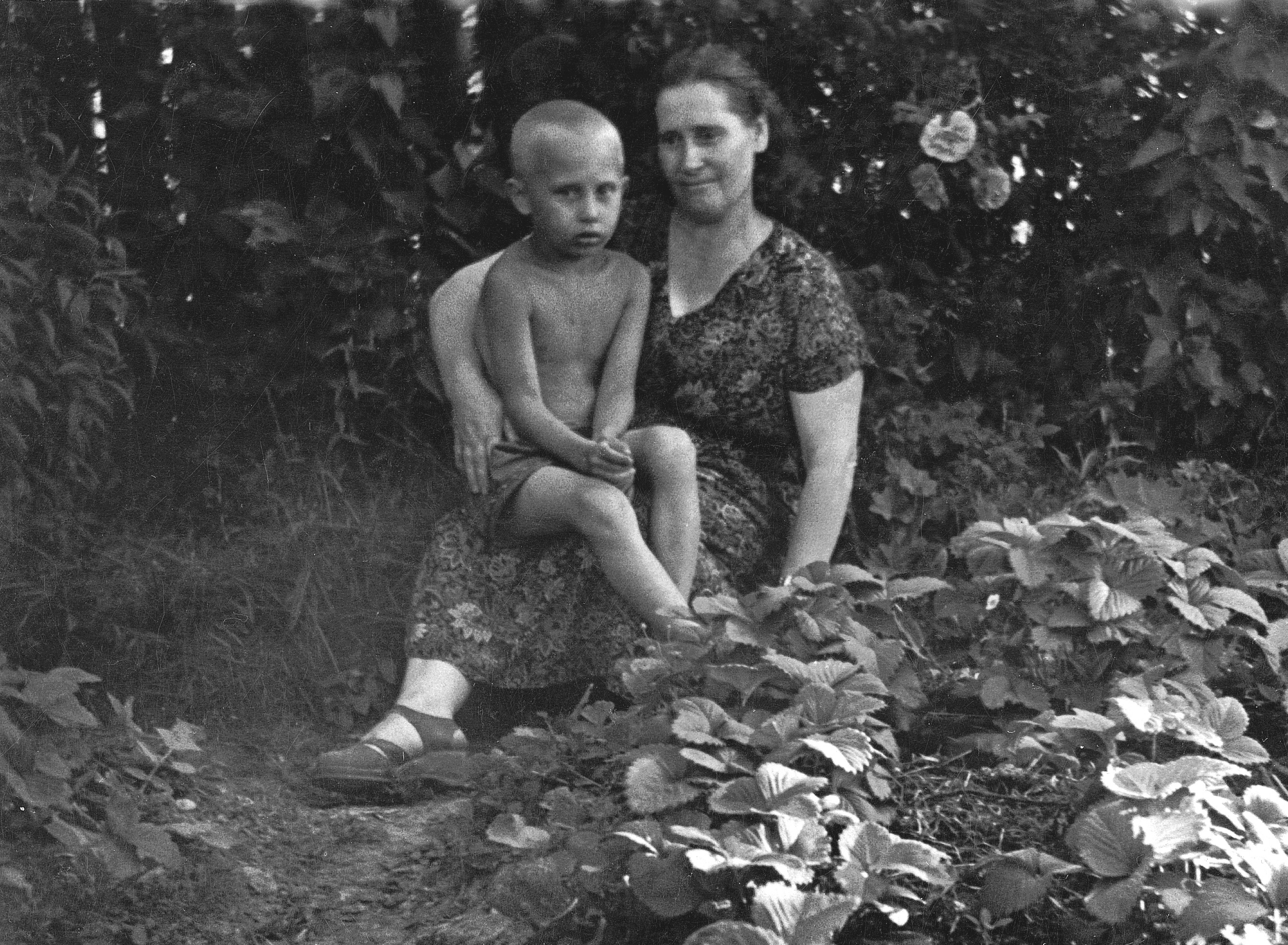
6세 때 어머니와 함께

푸틴 대통령은 1952년 10월 7일에 소련 레닌그라드에서 3형제 중 막내이자 늦둥이로 태어났다. 아버지는 블라디미르 스피리도노비치 푸틴(Vladimir Spiridonovich Putin , 1911년~1999년)이고 어머니는 마리아 이바노브나 푸티나(Maria Ivanovna Putina, 1916년~1998년)이다. 아버지는 레닌그라드 포위전 당시 소비에트 사회주의공화국 연방 군인으로 레닌그라드를 포위한 나치독일군에 항전했으며 어머니는 그 당시 죽음의 고비를 넘기고 살아났다. 푸틴 대통령의 첫째 형은 어릴 때 일찍 사망했으며, 둘째 형 역시 어린 나이에 레닌그라드 봉쇄 중 병으로 목숨을 잃었다. 15년간 국가보안위원회에서 일한 뒤 1998년에는 국가보안위원회의 후신인 연방보안국의 국장으로 취임하였다.

### KGB 경력

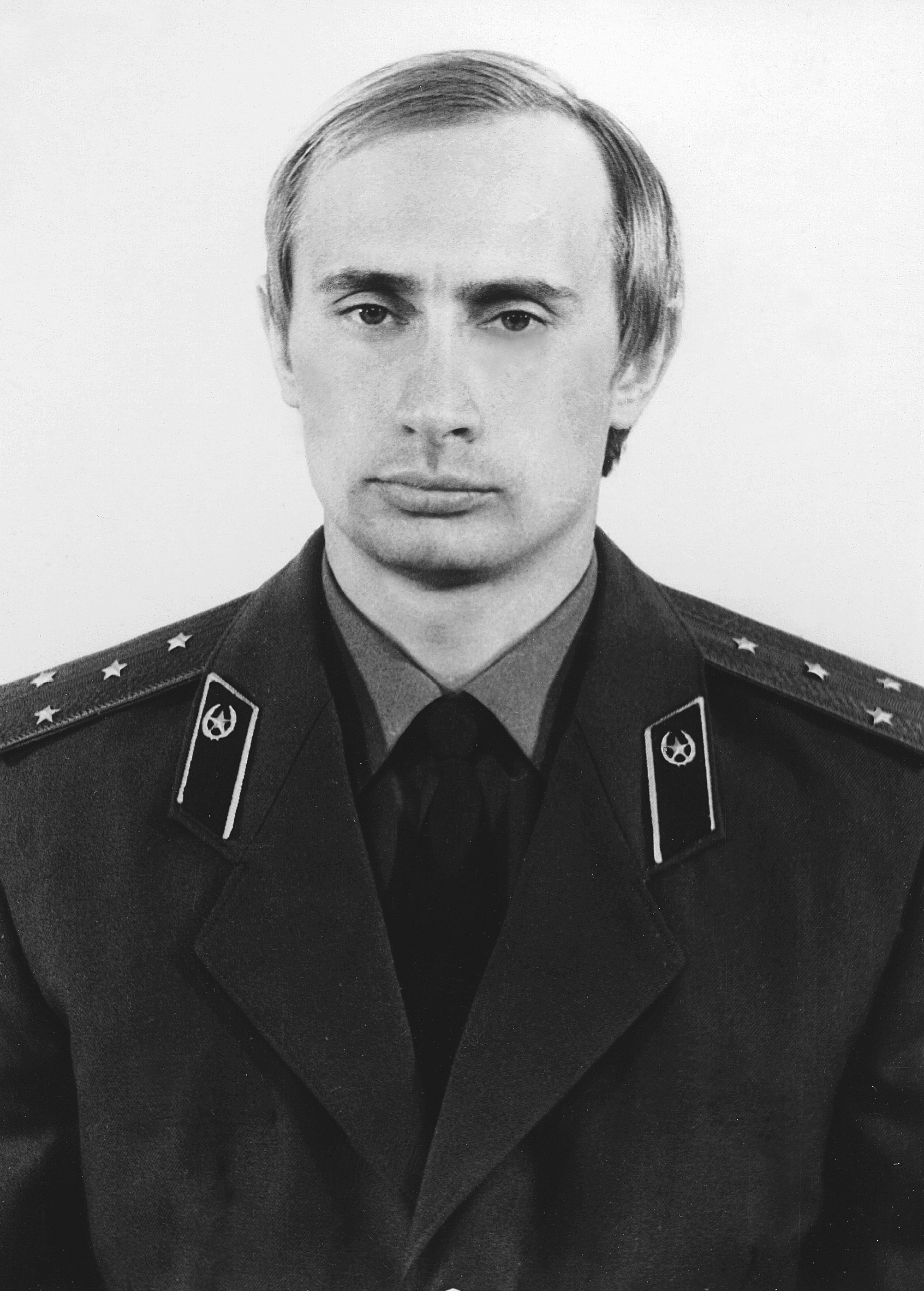
국가보안위원회 요원 시절

1970년 상트페테르부르크 대학교 법학부에 입학하여 1975년에 《국제법에서 가장 선호하는 국가의 교역 원리》에 관한 논문을 발표하여 법학 학사를 취득하였다. 국가보안위원회(KGB)에 가입한 이후에는 401번째로 국가보안위원회 학교에서 교육을 받았다. 푸틴 대통령은 대학교 재학 시절에 회사법 조교수로 근무하고 있던 아나톨리 솝차크를 처음 만났다고 한다.
1991년 8월 20일, 8월 쿠데타가 일어났고, 푸틴 대통령은 군사쿠데타에 반대했다. 차후 푸틴 대통령은 나중에 자신의 결정을 설명하였는데, 선택이 어려웠지만 장기적으로 생각하는 것이 그의 삶의 가장 중요한 부분이라고 생각했기 때문에, "군사쿠데타를 시작하면서, 나는 내가 있던 반대하는 방향으로 결정"했다고 말했다.

## 정치 활동

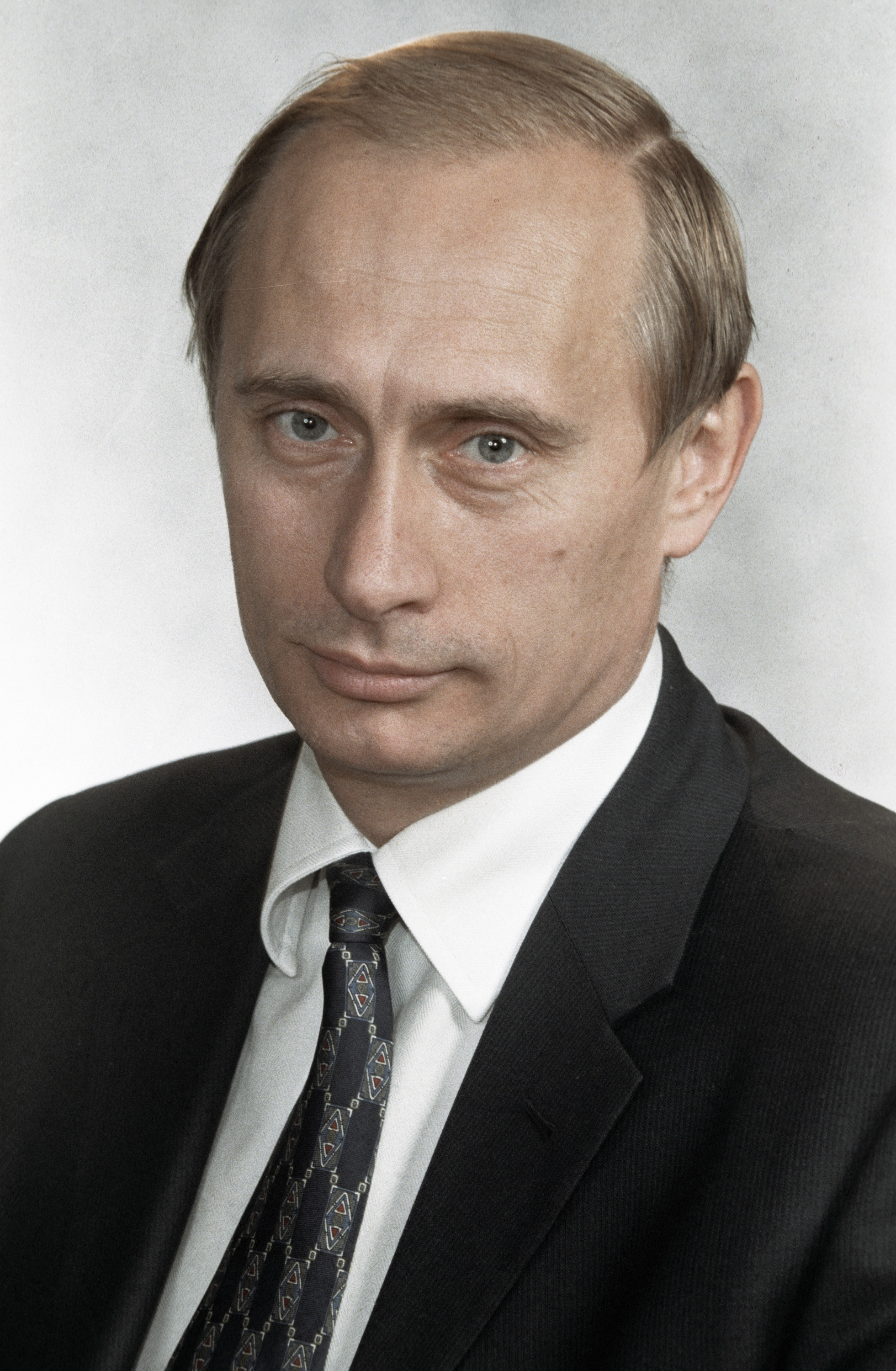
러시아 연방보안국 국장 시절(1998년)

푸틴은 1990년 5월에 레닌그라드 시장을 역임하고 있던 아나톨리 솝차크로부터 국제 관계 담당 고문으로 임명되었다. 1991년 6월에는 상트페테르부르크 시청 산하 대외 관계 위원회 위원장으로 임명되면서 상트페테르부르크의 대외 관계 향상, 외국인 투자 촉진 사업에 참여했다. 푸틴은 1994년부터 1996년까지 상트페테르부르크 시청에서 여러 직책을 역임했다.
푸틴은 1994년 3월에 상트페테르부르크 연방특별시청 제1부위원장으로 임명되었다. 1995년 5월에는 빅토르 체르노미르딘 러시아 연방 정부주석이 소속되어 있던 우익 정당인 우리 집 러시아의 창당 과정에 참여하면서 러시아 연방 전국동시지방선거 운동에 참여했고 1995년부터 1997년까지 우리 집 러시아 상트페테르부르크 지부 위원장을 역임했다. 푸틴은 1996년 6월에 아나톨리 알렉산드로비치 솝차크 상트페테르부르크 연방특별시장이 재선에 실패하자 모스크바로 자리를 옮기게 된다.
1997년 3월 26일에는 보리스 옐친 러시아 연방 대통령으로부터 러시아 연방 대통령 행정실 제1차장으로 임명되었고 1998년 5월까지 해당 직위를 유지했다. 또한 1998년 6월까지 러시아 연방 대통령 자산관리실 산하 통제위원회 위원장을 역임했다. 1998년 5월 25일에는 러시아 연방 대통령 행정실장으로 임명되었고 1998년 7월 25일에는 러시아 연방보안국의 국장으로 임명되었다.
1999년 8월 16일에는 보리스 옐친 러시아 연방 대통령으로부터 러시아 연방의 총리로 임명되었으며 그 해 12월 31일 보리스 니콜라예비치 옐친 초대 러시아 연방 대통령이 사임하면서 러시아 총리로서 러시아 연방 대통령직을 대행했다. 이듬해 3월 26일 열린 정식 러시아 연방 대통령선거에서 러시아 연방의 2번째 대통령으로 당선되었다. 2004년 3월 14일에는 압도적인 표차로 재선되었다.
푸틴은 러시아 연방 대통령 재임시 독립을 요구하면서 폭력항쟁을 벌이고 있는 체첸 반군들에 대해 강경책을 쓰는 한편 벨라루스 공화국, 우크라이나 등 구 소비에트 사회주의 공화국 연방을 구성했던 공화국들에 대한 러시아 연방의 영향력을 키우는 데 힘을 썼다. 그러나 조지아와 우크라이나에서 잇따라 친서방 정부가 들어서면서 러시아 연방의 입지가 좁혀지기도 했다.
체첸 전쟁은 체젠반군들의 열렬한 저항으로 장기화되었으며 2004년 체첸인 테러리스트들에 의한 베슬란 인질 사태를 맞기도 하였다. 미국 주도의 이라크 전쟁을 반대했으나 서방 세계와 대체로 좋은 관계를 유지했다.
그 자신이 러시아 정교회에서 신앙생활하는 기독교인인 푸틴 러시아 연방 대통령은 조선민주주의인민공화국 평양직할시에 정교회성당인 조선정교회 정백성당을 건립한 계기를 만든 것으로 알려져 있다. 당시 블라디미르 푸틴 러시아 연방 대통령이 정교회 성화상을 김정일 조선로동당 총비서 겸 조선민주주의인민공화국 국방위원회 위원장에게 선물하면서 성화상을 모실 교회를 만들어달라고 요청했고, 조선민주주의인민공화국에서 이를 수락하면서 평양에 정교회 정백성당이 세워졌다고 한다.

## 대통령 재임기간

### 제1임기(2000년~2004년)

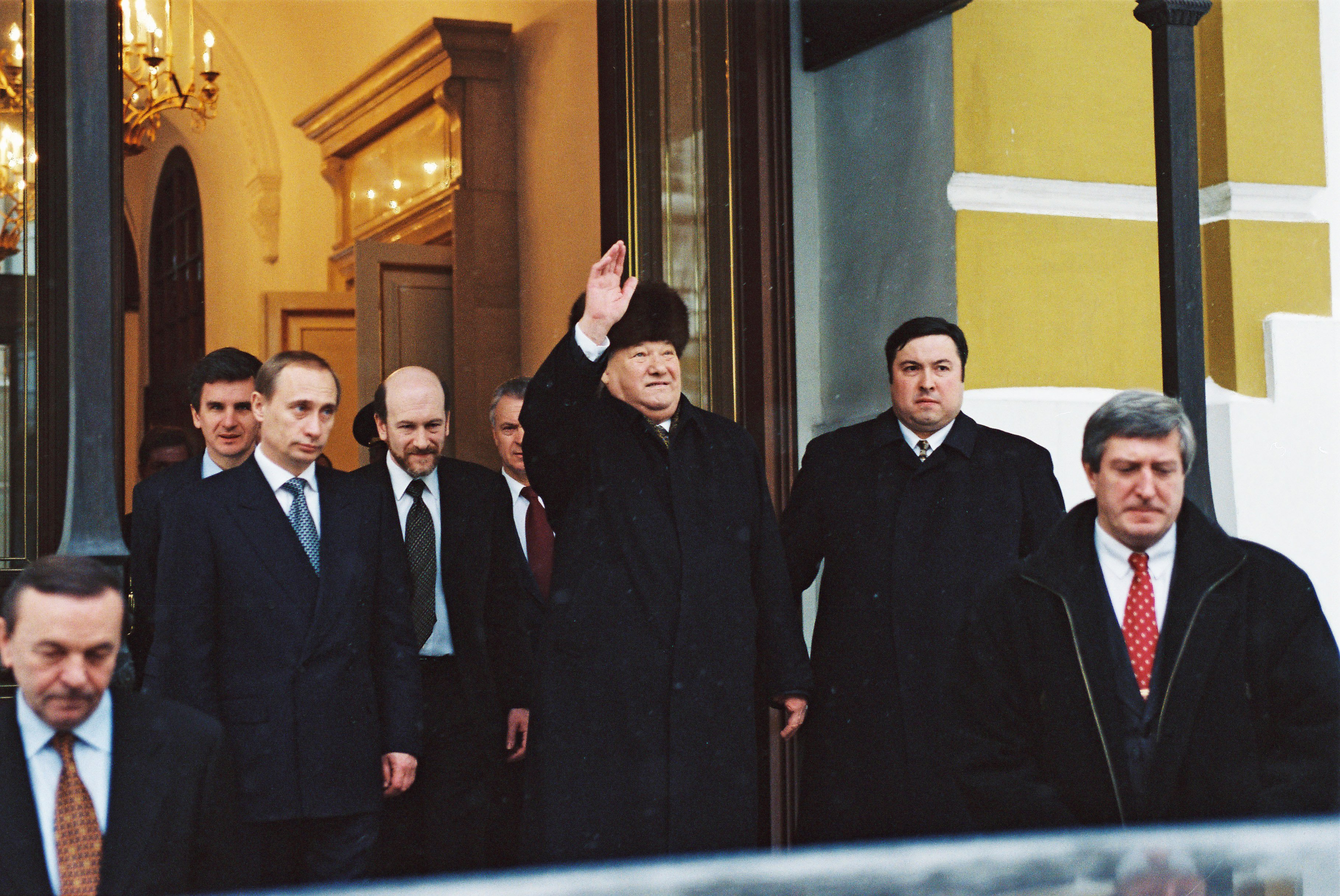
크렘린을 떠나는 보리스 옐친과 함께

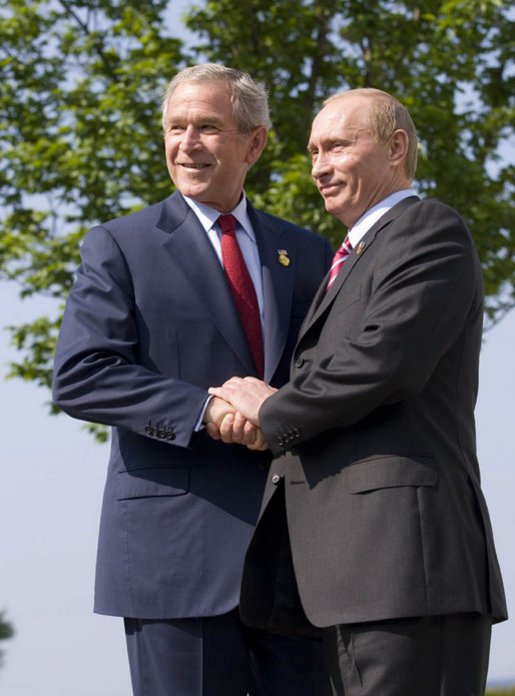
부시 당시 미국 대통령과 함께한 블라디미르 푸틴 러시아 연방 대통령

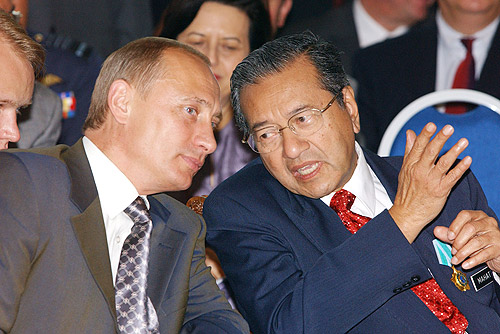
블라디미르 푸틴 러시아 연방 대통령과 말레이시아의 총리 마하티르 빈 모하맛(2003년 8월 5일)

2000년 5월 7일 취임식을 올린 블라디미르 푸틴 대통령은 러시아 연방 재정부 장관 미하일 카시야노프를 러시아 연방 정부주석으로 임명하였다. 2000년과 2004년 사이에 푸틴 대통령은 권력 투쟁에 승리하게 되었다. 겐나디 팀첸코, 블라디미르 야쿠닌, 유리 코발추크, 세르게이 체메조프 같은 새로운 비지니스 부호들도 블라디미르 푸틴 대통령에게 가까운 인연과 함께 드러났다.
2002년 모스크바 극장 인질극이 일어난 동안에 러시아의 신문과 국제 대중 매체의 많은 이들은 특수 부대들의 구출 작전에서 130명의 인질들의 사망이 푸틴 러시아 대통령의 인기를 심하게 손상시킬 것이라고 경고하였다. 하지만, 포위 공격이 끝난 후 곧 러시아 국민들의 83%가 블라디미르 푸틴 대통령과 그의 테러리스트에 대한 완강함에 흡족해 하였으며 이는 곧 푸틴 대통령의 지지율 향상을 불러오게 된다.
선거가 열리기 몇달 전에 푸틴 대통령은 미하일 카시야노프의 내각을 파면하고 미하일 프랏코프를 그 자리에 임명하였다. 세르게이 이바노프는 러시아에서 민간인 처음으로 러시아 연방 국방부 장관에 올랐다. 러시아 연방은 체첸 공화국의 반란 운동을 무력으로 잠재웠다. 2003년 체첸 공화국을 러시아 연방의 일부로 선언하는 새 체첸 공화국 헌법을 채택하는 국민 투표가 체첸 공화국에서 실시되었다. 체첸 공화국은 선거 이후 안정되었다.

### 제2임기(2004년~2008년)

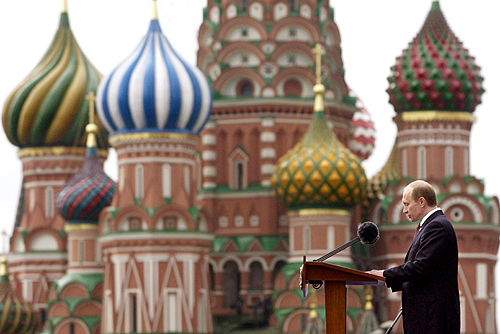
승리의 날에 붉은 광장에서 연설 중

2004년 3월 14일 블라디미르 푸틴 대통령은 71%의 득표율을 얻어 재선에 성공하였다. 9월에 베슬란 학교 인질극이 일어나 100명이 사망하였고, 응답에서 블라디미르 푸틴 대통령은 행정상 조례의 다양함을 가져갔다.
2005년 러시아 연방의 보건, 교육, 주택, 농업을 향상시키는 데 국립 우선권 계획들이 내려졌다.
당시 러시아 연방의 거부이자 유코스의 회장 미하일 호도르콥스키를 사기와 탈세로 지속적인 형사 소추가 크렘린의 자유주의와 공산주의 반대자들 둘다에게 미하일 보리소비치 호도르콥스키 유코스 회장의 모금을 위한 보복으로서 국제 신문에 의하여 보였다. 러시아 정부는 호도르콥스키가 불로 소득세에 세금을 매기고 조세 피난처를 문 닫는 등 세금 암호를 막으려고 국가원의 큰 부분을 타락시키고 있었다고 말하였다. 미하일 보리소비치 호도르콥스키 유코스 회장은 체포되고 유코스는 파산하여 회사의 재산들이 하위 시장 가격에서 경매되었다.

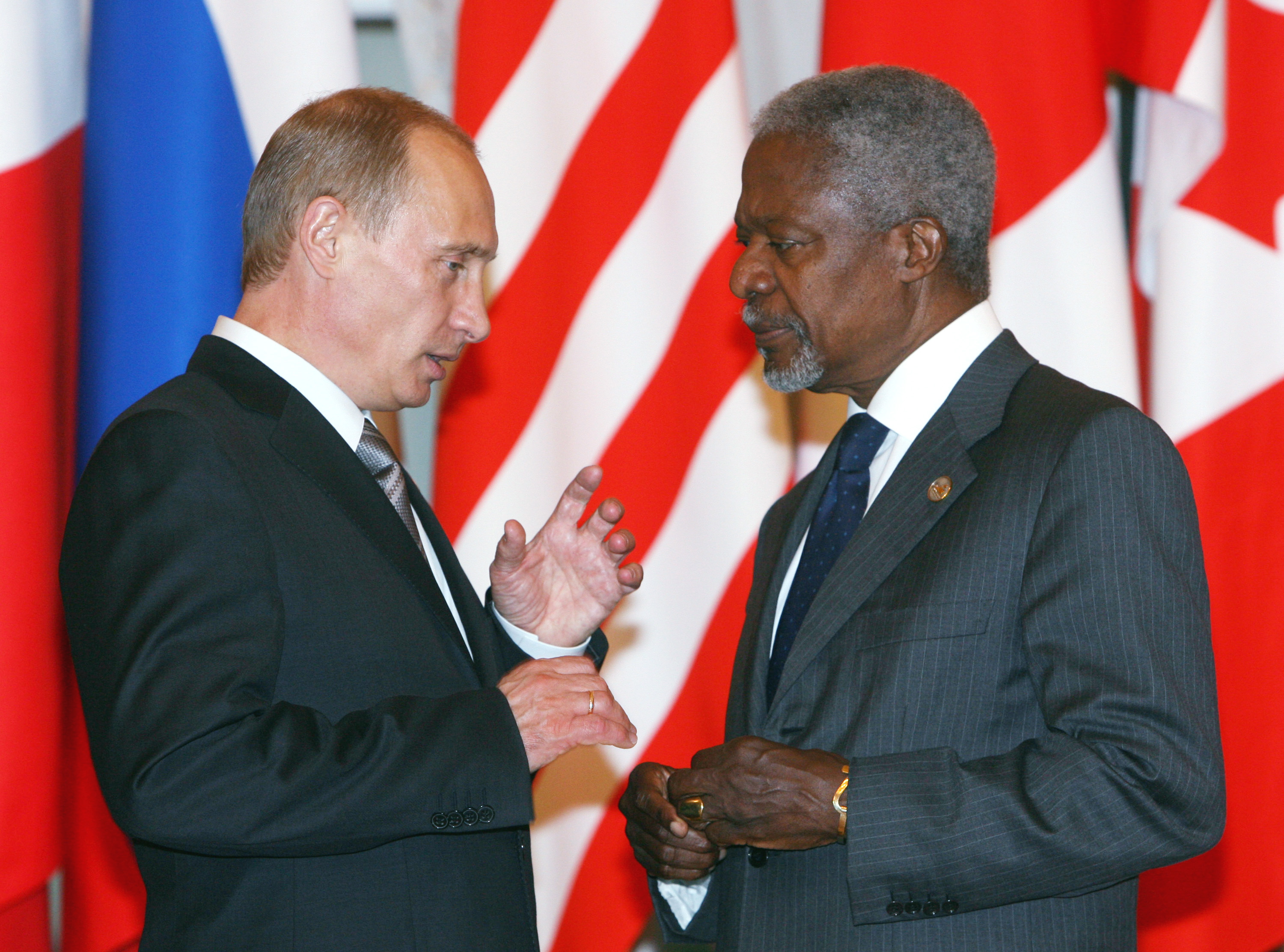
코피 아난 유엔 사무총장과 만난 블라디미르 푸틴 대통령

푸틴 대통령은 많은 업저버들이 러시아에서 매체의 자유에 넓은 탄압을 숙고함으로써 서방과 러시아 자유주의자들에 의하여 비판을 받았다. 2006년 10월 7일 러시아 육군의 부패와 그들의 체첸 공화국에서 지휘를 폭로한 저널리스트 안나 폴릿콥스카야가 자신의 아파트 로비에서 총을 맞고 사망하였다. 안나 스테파노브나 폴리트콥스카야의 사망은 푸틴 대통령이 국가의 새로운 독립적 대중 매체에 계획을 실패한 고발과 함께 서방의 대중 매체에서 부르짖음을 일으켰다. 독일연방공화국의 텔레비전,즉 TV 채널 ARD와 안나 스테파노브나 폴리트콥스카야 살인 사건에 관한 자신의 인터뷰에서 푸틴 대통령은 그녀의 살인 사건이 그녀의 필적보다 러시아의 권한들에 더욱 손해를 가져온다고 말하였다. 2012년 이내로 살인자들이 체포되고 보리스 베레조프스키와 아흐메드 자카예프를 가능한 의뢰인들로 임명하였다.

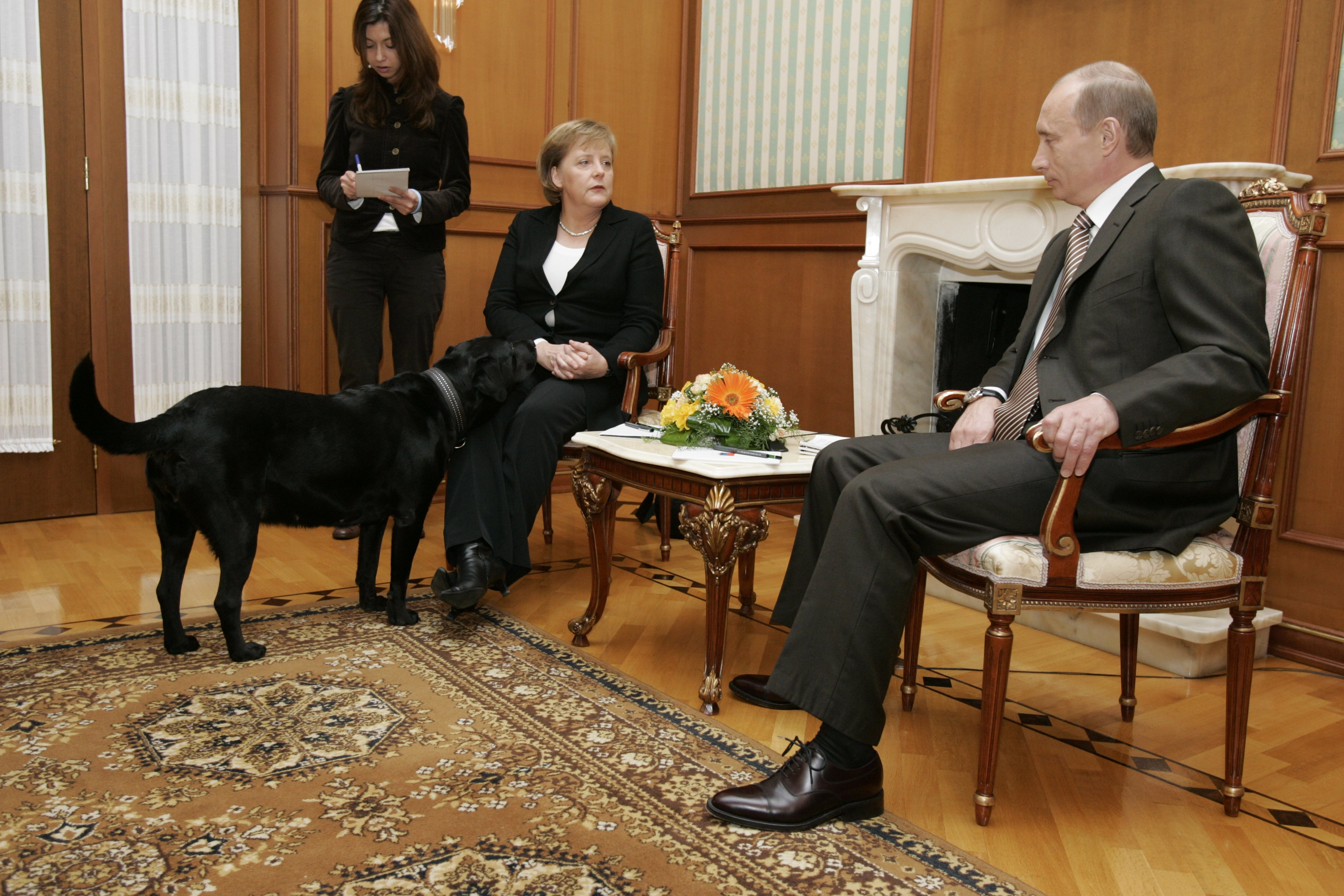
앙겔라 메르켈 독일 총리와 회담하는 블라디미르 푸틴 러시아 대통령

2007년 9월 12일 푸틴 러시아 대통령은 미하일 프랏코프 러시아 정부주석의 요구에 러시아 연방 정부를 해산하였다. 프랏코프 러시아 정부주석은 그것이 러시아 연방 국가두마 총선거에 전단계에서 푸틴 대통령에게 "행동의 자유"를 주는 것이라고 소감을 남겼다. 빅토르 줍코프가 새 러시아 정부주석으로 임명되었다.

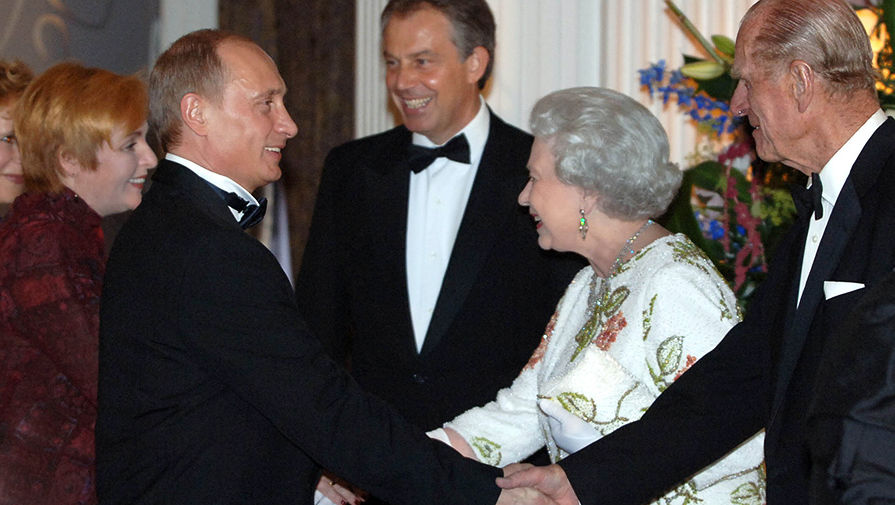
엘리자베스 2세 영국 여왕과 그녀의 국서인 에든버러 공작 필립을 만나는 푸틴 대통령

12월에 실시된 총선에서 통합 러시아 당이 64.24%의 인기있는 득표율을 얻어 국가원에 들어갔다. 통합 러시아 당의 승리는 당시 러시아 연방의 지도력과 정책들의 강한 인기있는 후원의 표시로 보였다.

### 총리 2기 재직(2008년~2012년)

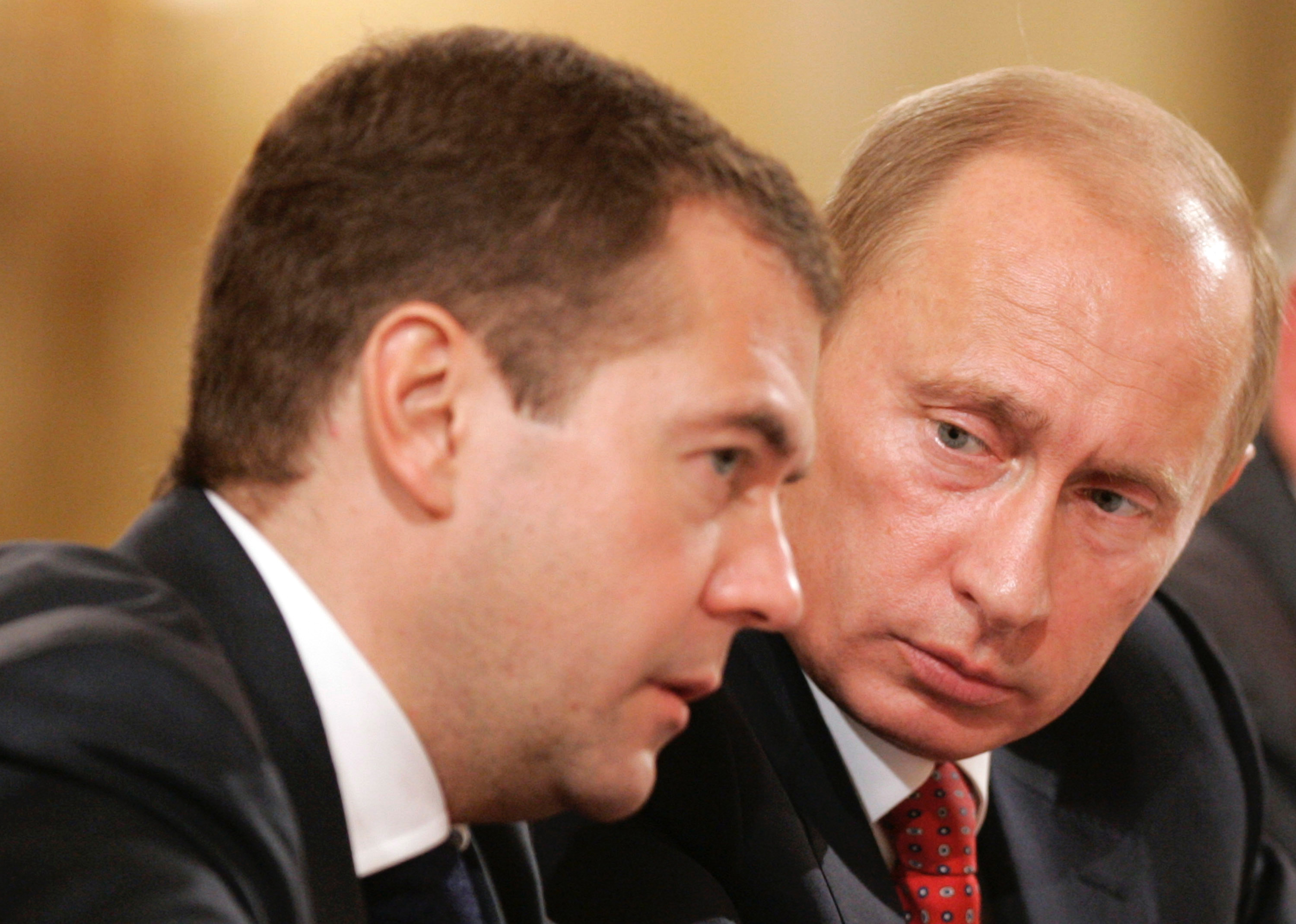
드미트리 메드베데프 당시 러시아 제3대 대통령과 블라디미르 푸틴 당시 러시아 총리

그는 3선 연임이 불가능하다는 점을 인식하여 자신의 측근인 드미트리 메드베데프를 러시아 연방 대통령 후보로 지명하였다.
2008년 2월 2일에 실시된 러시아 대통령 선거에서 그의 후계자로 알려진 메드베데프가 70% 득표로 당선되었다. 드미트리 메드베데프 러시아 정부 제1부총리를 자신의 후계자로 지목하면서 블라디미르 푸틴은 자신이 러시아 대통령 직에 물러난 후에도 러시아 연방 정부주석(총리)직을 맡겠다고 공언해왔다. 2008년 5월 7일 드미트리 메드베데프 러시아 정부 제1부총리가 러시아 제3대 대통령으로 취임하자, 러시아 총리로 지명받아 2008년 5월 8일에 러시아 역사상 최초로 전임 러시아 연방 대통령 출신 현직 러시아 총리(러시아 총리직은 2번째)가 되었다. 그는 2012년에 다시 러시아 대통령선거에 출마할 의사가 있다고 말했으며 2012년 3월 5일 러시아 대통령선거에 당선되었다. 2012년에 베들레헴에 거리 한 곳이 푸틴 거리라는 거리로 명명되었다.

### 제3임기(2012년 5월~2018년 5월)

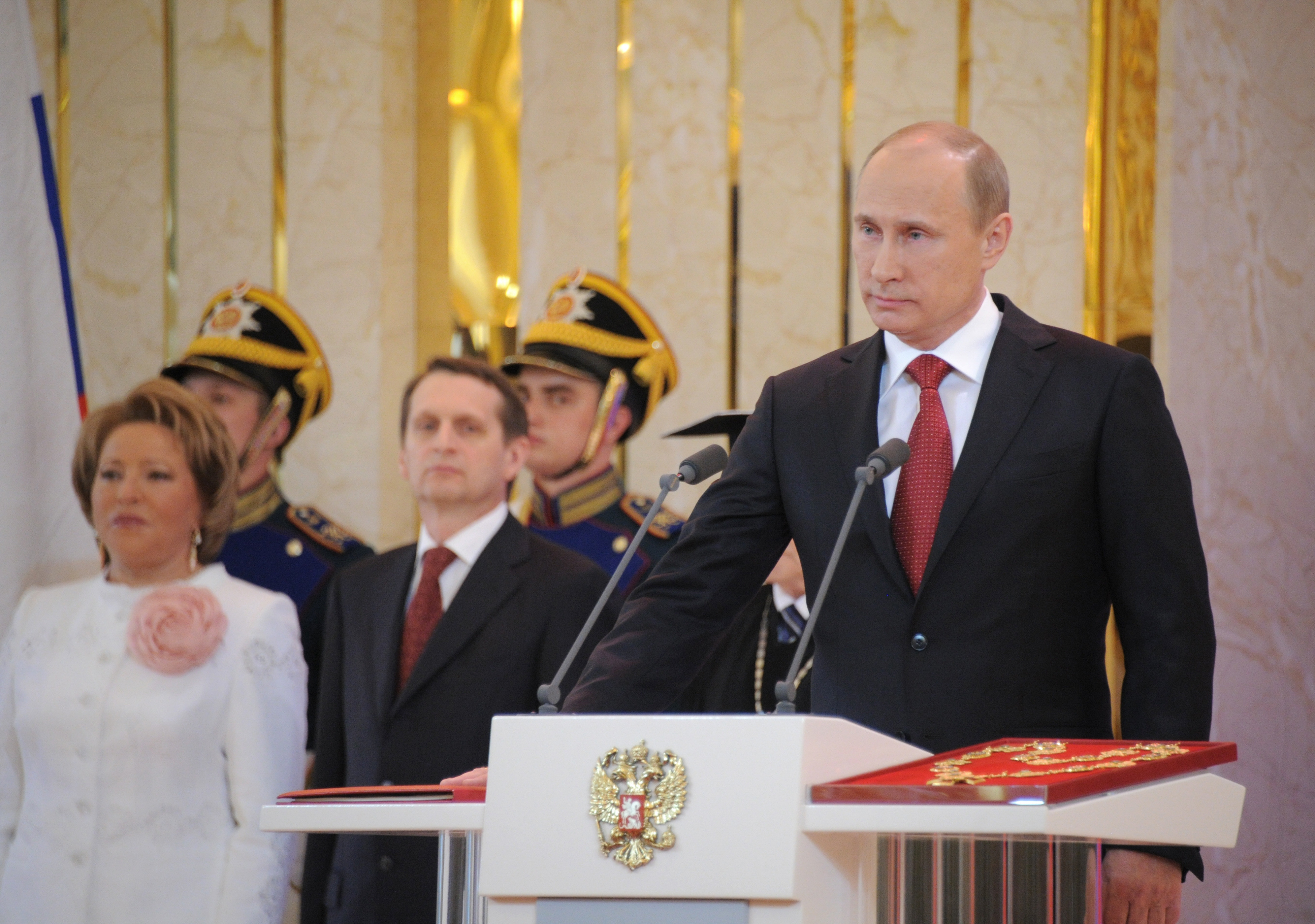
2012년 5월 7일 취임식에서

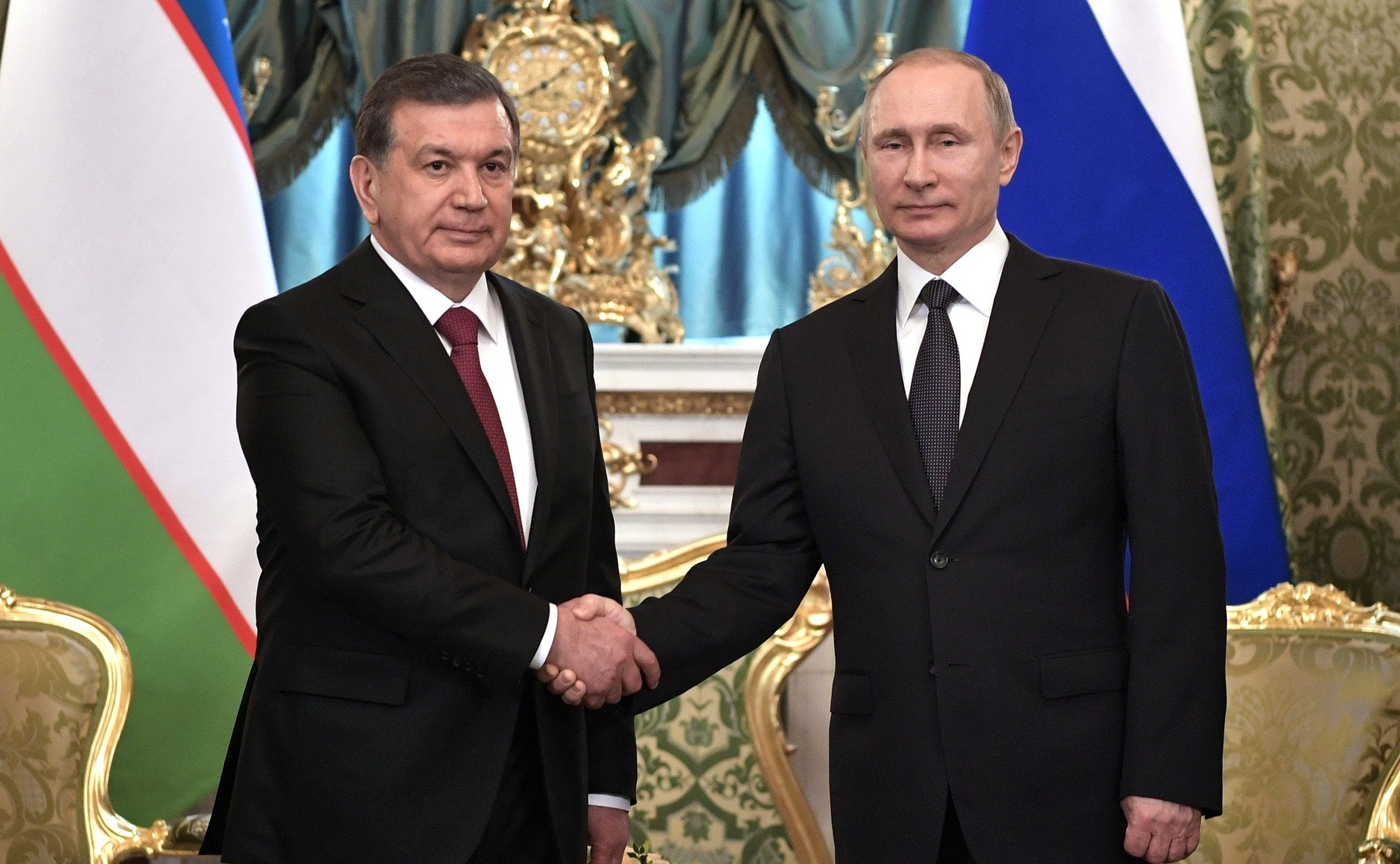
샤브카트 미르지요예프 우즈베키스탄 공화국 대통령과 만나는 모습

2012년 3월 4일 러시아 대통령 선거에 다시 출마하여 63.6%의 득표율을 얻어 재선되었다. 임시 측량이 선거를 투명하게 만들기 위해 실시되는 동안 투표는 러시아 야당들에 의하여 비판을 받았다.
그 이유는 바로 그의 정권이 부정선거에 개입을 했다는 논란이 있기 때문에 야당들이 반대를 하고 있다.
러시아 대통령 선거 운동이 일어나는 동안과 즉시 후에 블라디미르 푸틴 대통령에게 반대하는 시위가 일어났다. 5월 6일 약 8,000~20,000명의 시위자들이 모스크바 연방시에 모였으며 80명이 러시아 경찰과 직면하면서 부상을 당하고 450명이 체포되었으며, 다음 날에 다른 120명이 체포되었다. 그리고 야당을 포함한 정치적 반대 세력들과 러시아 국민들이 일으킨 블라디미르 푸틴 대통령 반대파 시위의 지도자이자, 정치적 라이벌이었던 보리스 넴초프의 죽음으로 시위가 더욱 격화되고 있다. 그 때문에 푸틴 정부는 계속하여 그들에게 폭력적인 제압을 하고 있다.
5월 7일 크렘린궁에서 취임식을 올리고 러시아 연방 대통령으로서 첫날에 러시아 연방 경제를 위한 넓게 분류한 목적에 긴 하나의 진술을 포함한 14개의 러시아 대통령 법령을 내렸다. 다른 러시아 연방 법령들은 교육, 주택, 숙련 노동 훈련, 유럽 연합과의 관계, 국방 산업, 민족 간의 관계와 러시아 대통령 선거 운동이 있는 동안에 내려진 푸틴 대통령의 프로그램 조항들과 다룬 다른 정책들에 근심을 가졌다. 즉 푸틴 대통령 정부가 내세운 정책에 대해서 야당과 러시아 국민들의 반대로 인하여 정권 자체가 휘청거리고 있다.

#### 이혼 선언
2013년 6월 6일 블라디미르 푸틴 대통령과 그의 부인 류드밀라 푸티나 여사는 크렘린궁에서 열린 발레공연 '에스메랄다'를 함께 관람한 후 호화로운 방으로 이동해 국영 러시아 24TV 카메라 앞에 섰으며 공연에 대한 감상평을 한데 이어 이혼을 선언했다. 푸틴 러시아 대통령은 "두 사람이 함께 살지 않고 있다는 소문이 있다"는 기자의 질문에 가볍게 웃은 뒤 "그건 그래요"라고 말했다. 이후 "이혼이라는 말로 받아들여도 되느냐"는 기자의 두 번째 질문에 "그렇다. 이것은 교양 있는 이혼이다."라고 말했다. 또 "우리는 갈라서기로 했으며 결혼생활은 끝났다."면서 "부부가 함께 내린 결정"이라고 덧붙였다. 부인 류드밀라 여사도 "대중 앞에 서는 게 싫었다. 비행기를 타는 일도 힘들었다."고 밝혔다.

#### 우크라이나에 군사 개입과 크림반도의 병합

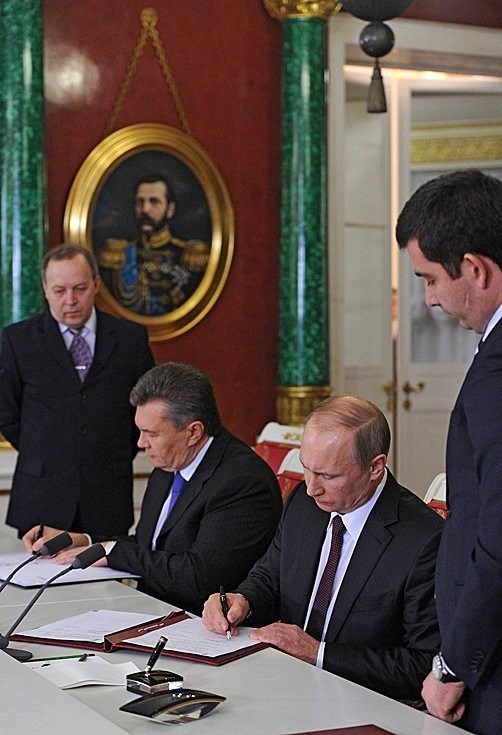
러시아 - 우크라이나 활동 계획에 서명하는 푸틴 러시아 대통령(오른쪽, 2013년 12월 17일)

2014년 우크라이나 혁명이 일어나자, 푸틴 대통령은 러시아군을 우크라이나로부터 크림반도를 포착하는 명령을 내렸다. 3월 2일로 봐서 러시아군은 크림반도 통치를 완료하였으며, 그러고 나서 3월 16일 크림 주민투표가 실시되어 93%의 다수가 우크라이나에서 분리되어 러시아 연방에 가입하는 것을 투표하였다. 주민 투표는 크림 공화국 위기의 이유로 국제 공동체의 대다수에 의하여 위법으로 여겨졌다. 크림 타타르인 협의회는 주민 투표의 보이콧을 요구하였다. 유엔 안전 보장 이사회의 13개 이사국은 크림반도에서 실시된 주민투표가 무효임을 선언한 결의에 찬성하였으나 중화인민공화국은 기권했고, 러시아가 거부권을 행사하면서 부결되었다. 유엔 총회는 크림반도에서 실시된 주민투표가 무효임을 선언하고 우크라이나의 영토 보존을 결의한 유엔 총회 결의 68/262를 채택되었다.
결과로서 몇몇의 나라들은 러시아에 허용을 강요하고, 더 많은 나라들이 우크라이나 친러시아 분쟁과 러시아의 다음의 군사 중재에 이어 따랐다. 세계 석유의 가격에서 허용들과 협력이 떨어져 러시아의 경제 개발이 위기를 경험하였다.
3월 18일 푸틴 대통령은 우크라이나 혁명이 시민쿠데타였다고 크림 연설을 꺼냈다. 또한 그날에 푸틴 러시아 대통령과 크림반도의 새로운 지도력이 크림 위기로 이끈 법안에 서명하였다. 크림 공화국 주민 투표에 이어 우크라이나 친러시아 연방 분쟁으로 이어졌다. 5월 25일 우크라이나 대통령 선거에 참조로 푸틴 대통령은 우크라이나의 선거들이 똑바른 방향에서 단계라고 말하였다. 같은 날 돈바스 국민 투표를 진행하는데 자율 선언을 한 도네츠크 인민공화국과 루간스크 인민공화국을 가진 친러시아 연방 분리주의자들이 기다려야 한다고 말하였다. 그러나 돈바스 국민 투표에 러시아가 분리자들을 후원하여 90% 가까운 투표자들이 우크라이나로부터 독립하는 데 호의를 가졌다고 주장하였다.

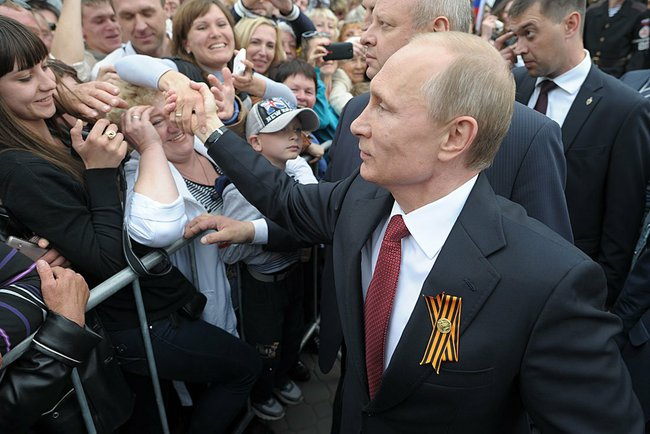
러시아 연방이 크림반도를 병합한 후, 세바스토폴 방문 중 주민들과 인사하는 블라디미르 푸틴 대통령

8월 26일 푸틴 대통령은 민스크에서 페트로 포로셴코 우크라이나 대통령과 만나 상황을 논의하는 데 기꺼이 하였다. 포로셴코는 러시아의 후원으로 분리자들에게 러시아가 무기를 응용하는 의문에 의하여 은답되었다. 그는 자신의 나라가 정치적 타협을 원하고, 동부 우크라이나에서 러시아어를 사용하는 주민들의 이익들을 약속했다고 말하였다.
11월 중순에 ARD는 푸틴 러시아 대통령이 돈바스 전쟁에서 러시아가 친러시아쪽의 군사 타파를 허락하지 않을 것을 말했다고 보였다.
12월 4일 자신의 한해 연설에서 크림반도의 병합을 반도가 러시아의 영혼적 땅인 이유로 역전되지 않을 "역사적 사건"이라고 진술하였다.

#### 시리아 내전 개입

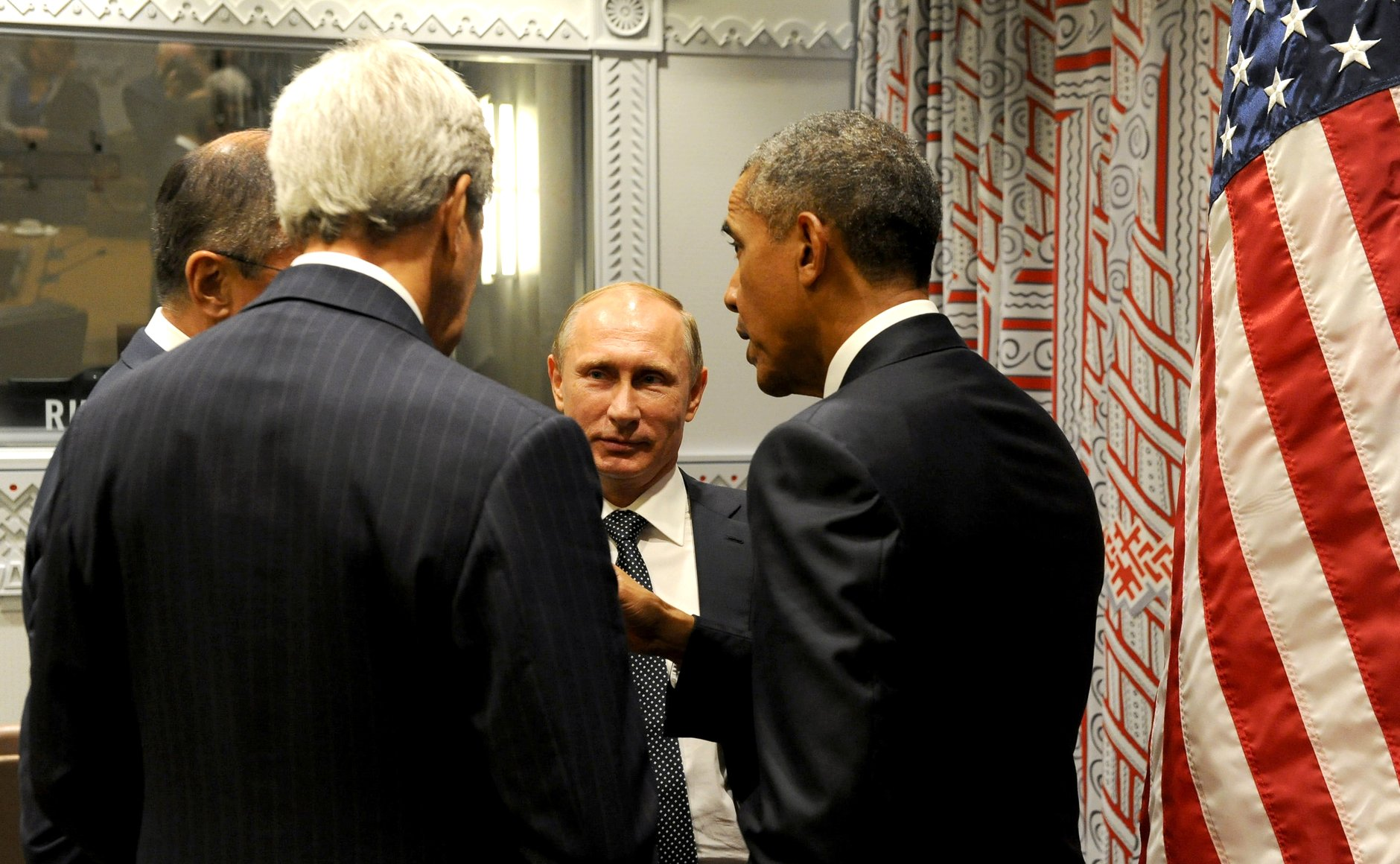
오바마 미국 대통령과 시리아 아랍 공화국 문제를 논의하는 푸틴 러시아 대통령(2015년 9월 29일)

2015년 9월 블라디미르 푸틴 러시아 대통령은 그달 30일에 시작된 시리아 내전에 러시아의 군사 개입을 정당하다고 인정하였다.
러시아 군사 활동들은 이슬람 국가 단체, 알누스라 전선과 정복군을 포함한 시리아 아랍공화국 정부에 반대한 군사 단체들에 대항하는 공습, 순항 미사일 타격과 전선 고문들의 이용을 지니었다.
2016년 3월 14일 블라디미르 푸틴 대통령이 시리아 아랍공화국에서 러시아 군사를 위하여 세운 파견이 크게 이루어지고, 시리아 아랍공화국으로부터 러시아 연방군의 주요 부분의 철수에 명령을 내린 그의 발표 후에 시리아 아랍공화국에서 배치된 러시아 연방군들은 지속적으로 시리아 아랍공화국 정부의 후원에서 활동적으로 움직이고 있다.

### 제4임기(2018년 5월~2024년 5월)

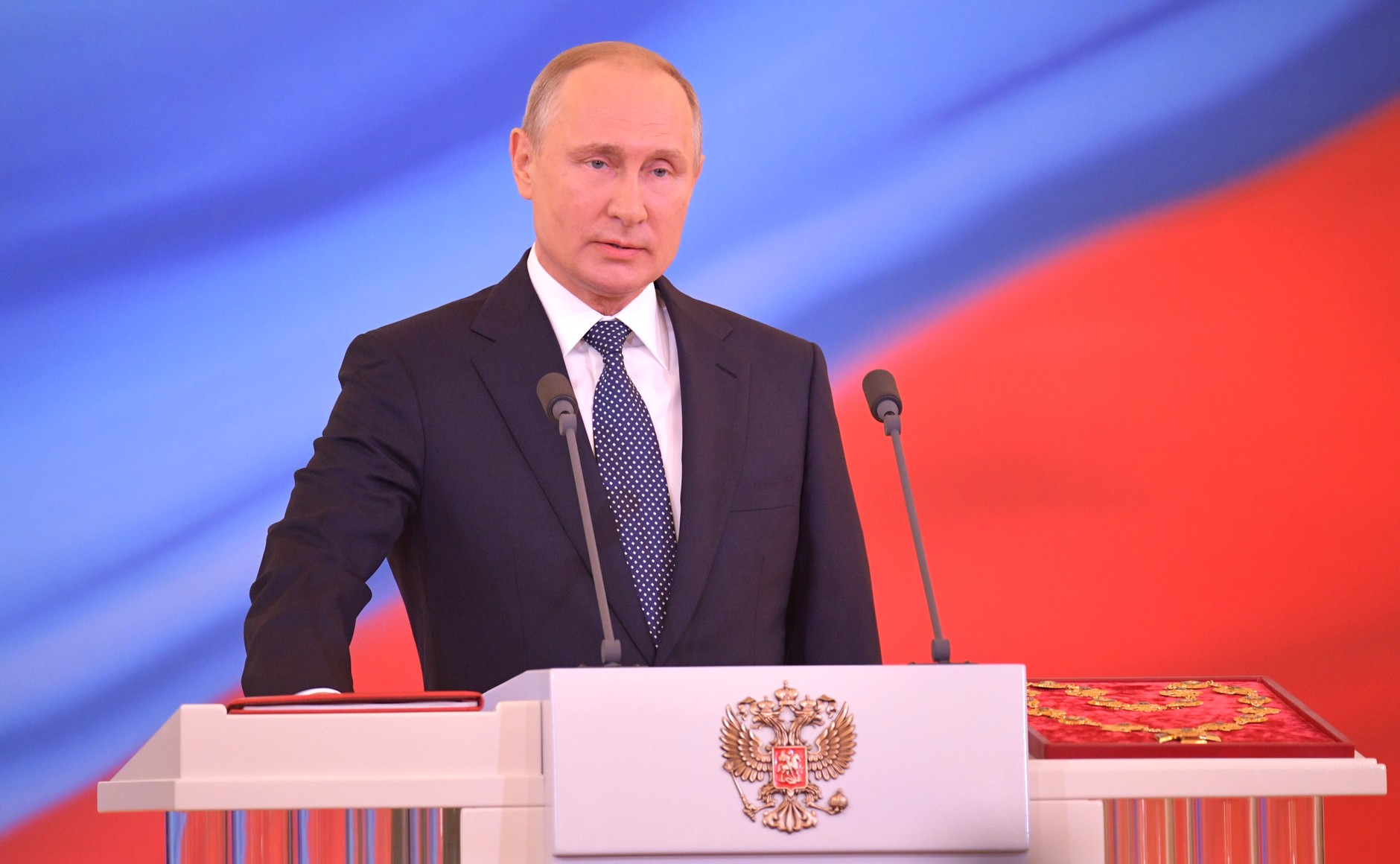
2018년 5월 7일 4기 취임식

2018년 3월 18일 러시아 대선 과정에서 부정 투표가 곳곳에서 발생하였으나, 전체 투표 결과 76%의 역대 최다 득표율로 대통령 재선에 성공했다.
푸틴 대통령은 재선 공약으로 국내적인 공약보다 서방(유럽)과의 갈등관계를 내세워 '강한 러시아'의 메니페스토를 내걸었다. 2014년 크림반도 합병으로 미합중국과 유럽연합 즉, EU의 경제제재를 받고 있는 러시아는 본국이 갖고 있는 신식 무기의 국방력을 자랑했으며, 영국의 테레사 메이 총리의 암살기도 사건이 러시아 소행이라는 겨냥 발언
이 러시아 전국민들을 자극하여 그로 하여금 푸틴 대통령의 재선 공약에 공감하여 재선 성공에 이바지 했다는 분석이 있다.

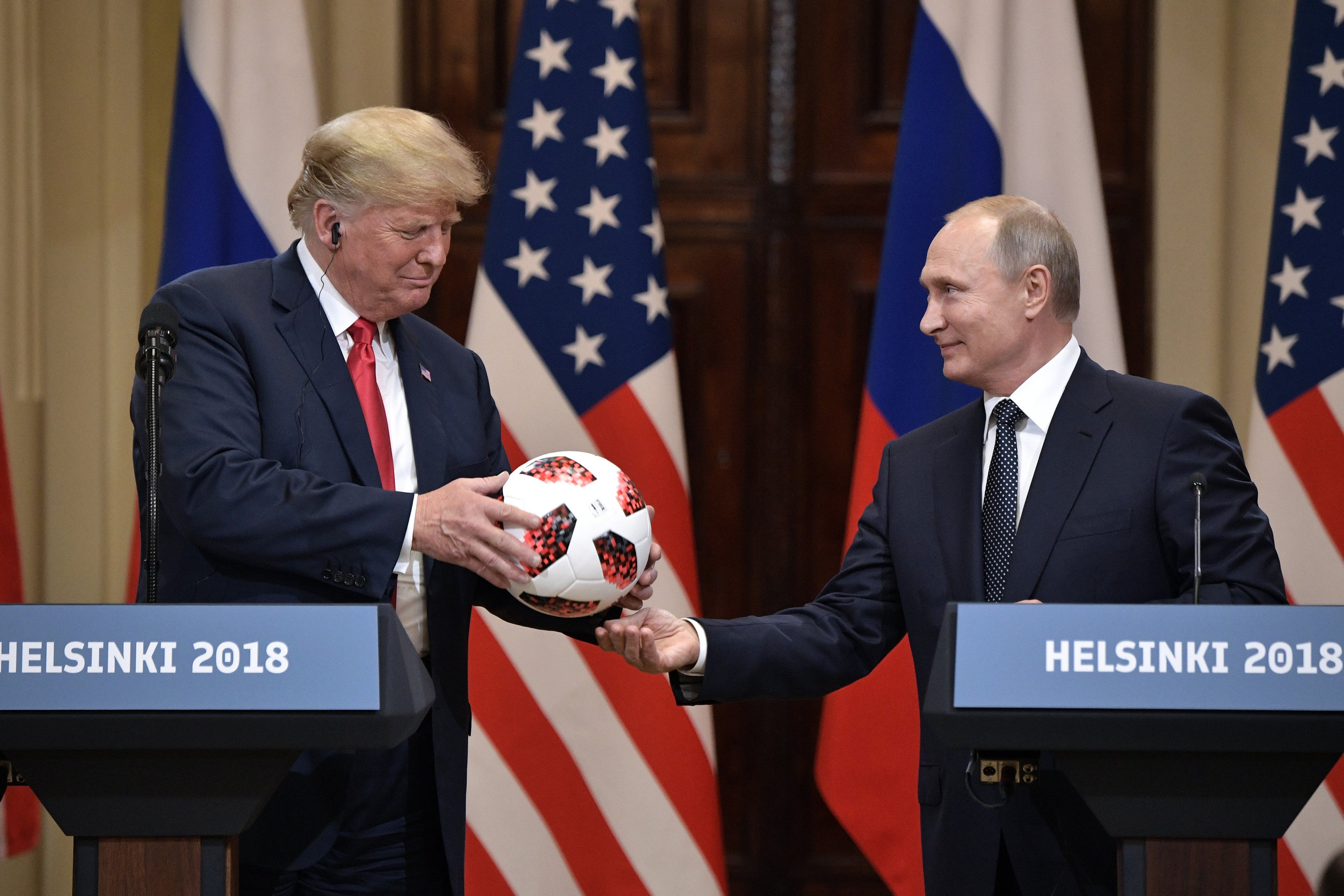
도널드 트럼프 당시 미국 대통령과 정상회담 기자회견에서(2018년)

### 제5임기(2024년 5월~)

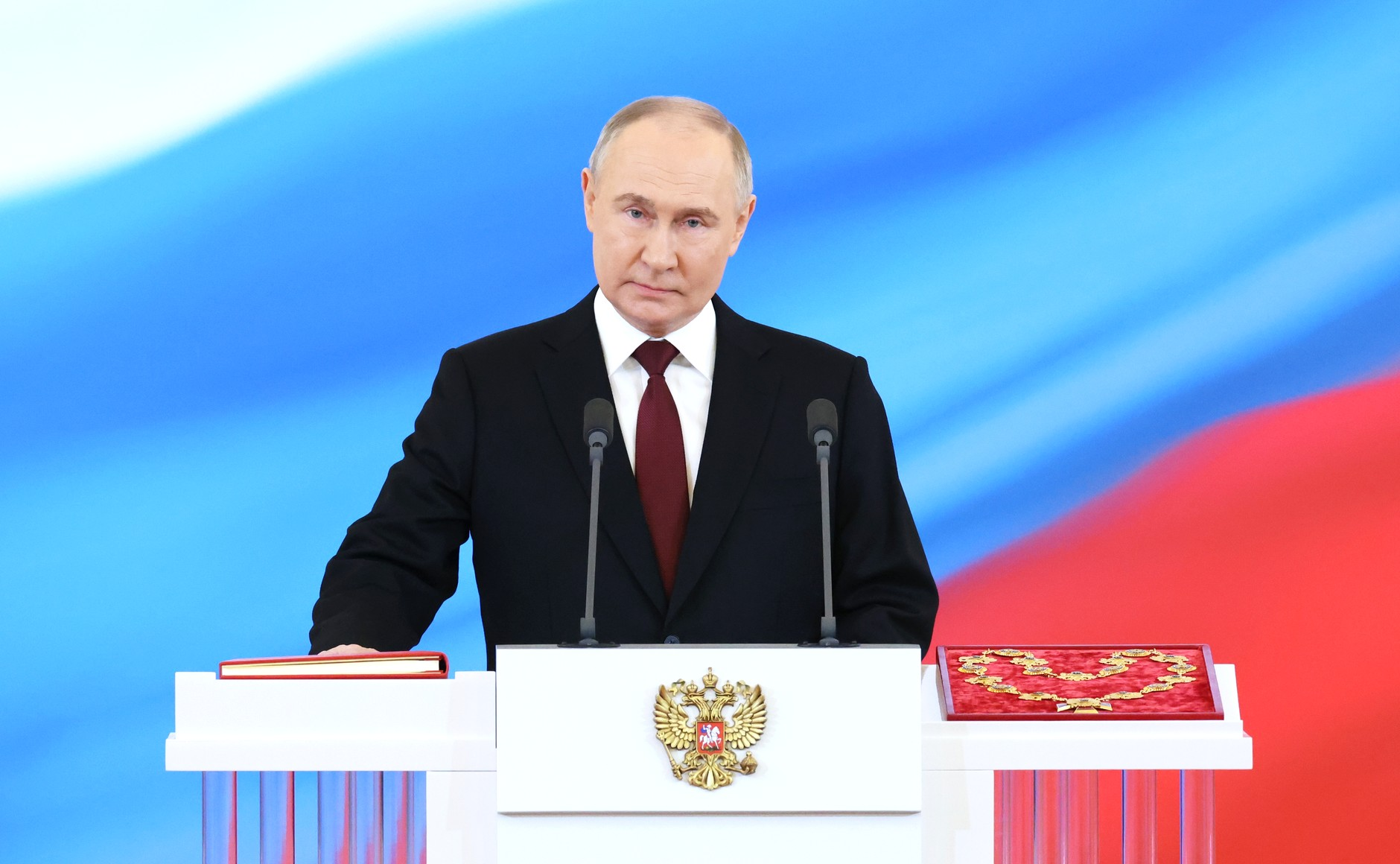
2024년 5월 7일 5기 취임식

2024년 3월 대통령 선거에 출마하였다. 결과는 87%의 역대 최다 득표율 갱신으로 재선에 성공했다. 2024년 5월 7일에 취임식을 거행하였다.

## 개인 생활

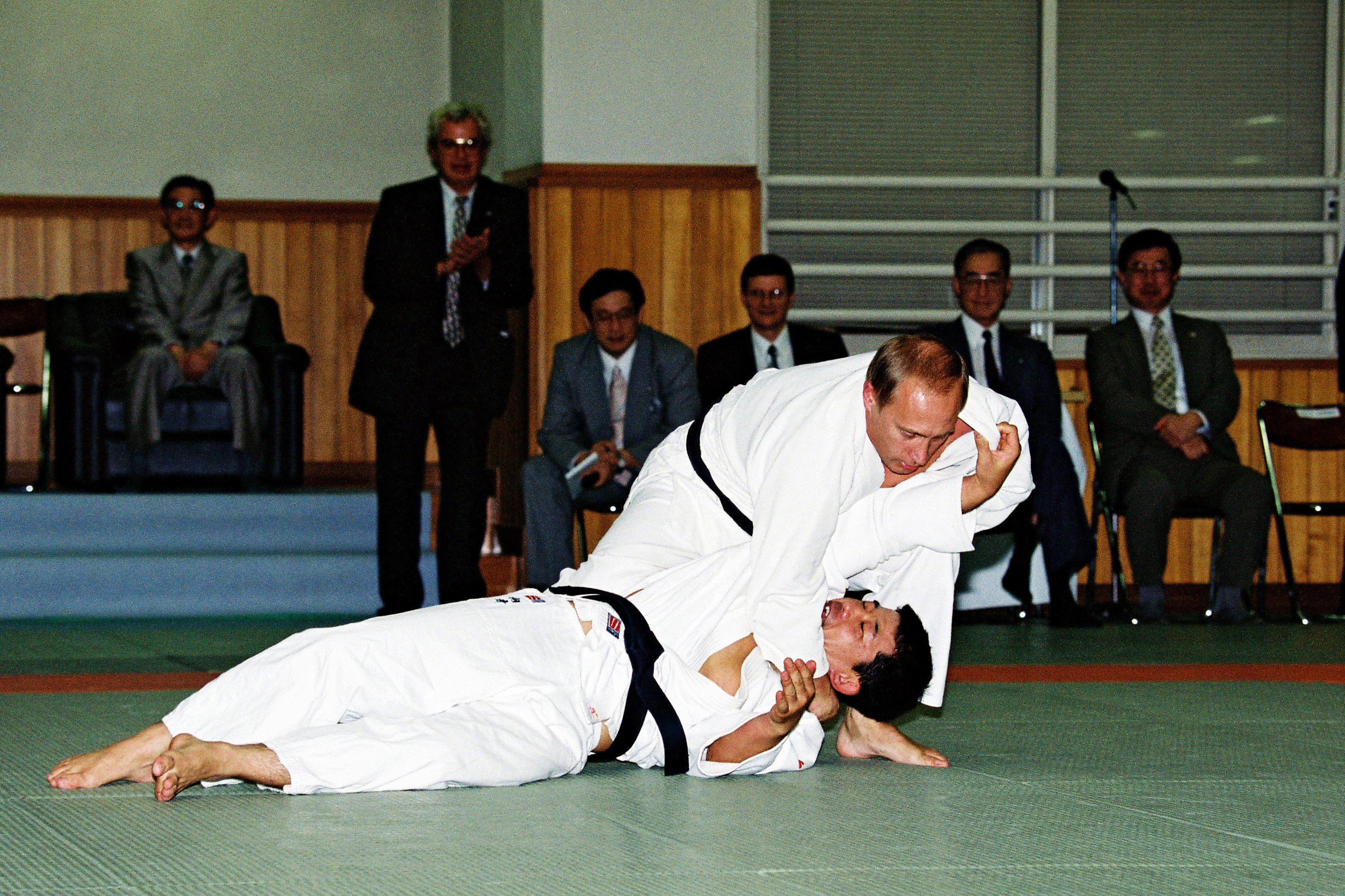
2000년 일본 방문시 자신의 유도 기술을 선보이는 푸틴 대통령

국가보안위원회 요원 시절에는 독일민주공화국의 드레스덴에서 생활하였다. 1983년 독일어에 능통한 류드밀라 푸티나 여사와 결혼하여 2명의 딸을 두었으며, 2013년 6월 이혼을 발표했다. 큰딸 마리야 블라디미로브나 푸티나(1985년생), 둘째딸 예카테리나 블라디미로브나 푸티나(애칭 카챠, 1986년 동독 드레스덴에서 출생). 딸들은 아버지가 1999년 러시아 연방 정부 대통령으로 임명될 때까지 모스크바 독일어 학교를 다녔다. 푸틴 대통령의 취미는 유도이며, 2000년 9월 일본 방문 때 그의 색다른 기술을 선보이기도 하였다.

## 비판

### 3선 연임 회피 논란
과거 두 번의 러시아 대통령 재임(8년간) 뒤 드미트리 메드베데프 대통령의 총리로 4년간을 지낸 뒤 또다시 2012년 러시아 대통령 선거에 출마하여 당선되었다. 이는 3선 연임을 금지하는 러시아 연방 헌법의 조항을 바꾸려는 러시아 연방 정부의 잘못된 법적 행동을 야당과 언론이 강력하게 비판하였기 때문이다. 이후 2018년 러시아 대통령 선거에서 푸틴 대통령이 4선에 성공하면서 1,600명의 시민들이 푸틴 러시아 대통령에게 반대하는 시위에 참가하였다.

### 언론 통제 논란
재임시절 자신에 비판적인 언론인들이 살해당함으로 이러한 사건에 직간접적으로 언론 통제를 위한 발판이 되고 있는 것이 아니냐 하는 의혹이 제기되고 있다.

### 보리스 넴초프의 죽음
현재 러시아 정부의 적으로 간주되어 암살로써 죽음을 맞이한 보리스 넴초프의 사망에 대해서 푸틴 대통령이 자기 부하를 시켜서 그를 죽음으로 내몰지 않았나 하는 비판이 일고 있다.

### 돈바스 전쟁개입
모스크바 시간 기준 2015년 5월 12일, 암살당한 야당인사 보리스 넴초프가 한때 이끌었던 자유주의 성향의 야당 러시아 공화당-인민자유당(RPR-PARNAS)은 보리스 넴초프가 작성한 러시아의 우크라이나 사태 개입 관련 보고서를 공개했고, 전체 64페이지 분량의 이 보고서에는 우크라이나 동부 돈바스 지역에서의 우크라이나 정부군과 친(親)러시아 분리주의 반군 간 전투에 러시아군이 친러시아 분리주의 반군을 도와 참여한 증거와 피해 규모 등이 들어가 있다.
보리스 넴초프는 220명 정도의 러시아 군인이 돈바스 전쟁에서 사망하였으나, 일로바이스크 전투에서 사망한 병사들을 제외한 다른 지역에서 숨진 병사들의 유족은 아무런 보상을 받지 못했다는 사실을 폭로했다. 이는 그동안 푸틴 대통령이 그동안 우크라이나 사태에 대한 러시아군의 개입 주장을 강하게 부인해온 것과는 상반되는 사실이라, 논란이 예상된다.

### 2022년 러시아의 우크라이나 침공
2022년 2월 24일 러시아군은 우크라이나를 침공해 전쟁을 일으켰다. 이 과정에서 러시아군은 민간인 학살을 자행했으며 우크라이나에 대한 무차별 공격을 감행했다. 그러나 우크라이나의 대통령인 볼로디미르 젤렌스키는 결사항전을 외치며 무슨 수를 써서든 우크라이나를 지키기 위해 맞서 싸워 러시아군이 의외로 힘든 전쟁을 치르게 되었다.
이런 와중에 러시아군은 우크라이나의 최대 항구 도시인 마리우폴을 함락시켰다. 한편 볼로디미르 젤렌스키는 이 전쟁, 크림반도를 수복하면서 끝내겠다고 선언하였지만 소련과 러시아제국 영토였던곳을 수복하려고 전쟁 장기화가 고조되는 상황까지 오게 되었다. 2022년 9월 30일에는 블라디미르 푸틴 러시아 대통령이 도네츠크 인민공화국, 루간스크 인민공화국, 자포리자주, 헤르손주 합병 조약에 서명했다. 푸틴 대통령은 기념 연설을 통해 모든 수단을 동원하여 러시아의 영토를 지키겠다고 선언하는 한편 서방권 국가들에 대한 비난의 메시지를 전달했다. 그러나 국제 사회는 러시아의 도네츠크주, 루한스크주, 자포리자주, 헤르손주 병합을 승인하지 않았다.
2023년 3월 17일에는 국제형사재판소가 블라디미르 푸틴 러시아 대통령, 마리야 리보바벨로바 러시아 대통령실 아동인권 담당 위원에 대한 체포영장을 발부했다. 국제형사재판소는 공식 성명을 통해 이들이 러시아의 우크라이나 침공 과정에서 러시아가 점령한 우크라이나 영토 안에서 우크라이나 출신 어린이들을 납치해 러시아로 강제 이주시킨 전쟁 범죄에 관여한 혐의를 받고 있다고 밝혔다.
현재 이 혐의로 푸틴은 상호 범죄인도협약에 가입된 전세계 123개국에서 즉각 체포하도록 되어 있으며 이 때문에 푸틴은 해당 국가에 입국하는 즉시 체포당한다.

## 공로에 대한 인정
- 2006년 9월에 프랑스 대통령 자크 시라크는 블라디미르 푸틴 러시아 대통령에게 두 나라 사이의 우정에 대한 그의 공헌을 기념하기 위해 레지옹 도뇌르 그랑크루아 훈장을 수여하였다.[18]
- 2007년 타임 매거진의 올해의 사람은 블라디미르 푸틴 러시아 대통령이 선정되었다.
- 2007년 2월 12일, 사우디아라비아 압둘라 빈 압둘아지즈 알 사우드 국왕은 푸틴에게 사우디 아라비아 왕국의 최고 민간 훈장인 압둘 아지즈 국왕 상을 수여했다.[19]
- 2007년 9월 10일, 아랍에미리트 연합국 대통령인 칼리파 빈 자이드 알 나흐얀은 블라디미르 푸틴 러시아 대통령에게 아랍에메리트연합국의 최고 시민 훈장을 수여했다.[20]
- 2019년 4월 중화인민공화국의 칭화 대학은 노벨 평화상을 수상한 미하일 고르바쵸프의 주요한 정치적인 후계자의 하나이자, 개방적인 정치가이면서, 미국, 영국, 유럽 연합 등을 비롯한 서방 세계, 대한민국, 일본국 등을 비롯한 동아시아 각 나라와 친선 우호 관계에 노력한 점을 인정하여 블라디미르 푸틴 러시아 대통령에게 명예 박사 학위를 수여했다.

## 역대 선거 결과
| 선거명      | 직책명          | 대수 | 정당   | 득표율 | 득표수       | 결과 | 당락 |
| ----------- | --------------- | ---- | ------ | ------ | ------------ | ---- | ---- |
| 2000년 선거 | 러시아의 대통령 | 2대  | 통합당 | 53.44% | 39,740,434표 | 1위  |      |
| 2004년 선거 | 러시아의 대통령 | 2대  | 무소속 | 71.31% | 49,558,328표 | 1위  |      |
| 2012년 선거 | 러시아의 대통령 | 4대  | 통합당 | 63.60% | 45,602,075표 | 1위  |      |
| 2018년 선거 | 러시아의 대통령 | 4대  | 무소속 | 76.69% | 56,430,712표 | 1위  |      |
| 2024년 선거 | 러시아의 대통령 | 4대  | 무소속 | 87.28% | 76,277,708표 | 1위  |      |

## 같이 보기
- 알렉산드르 두긴
- 베라 푸티나